# Япония на летних Олимпийских играх 1924
Япония принимала участие в Летних Олимпийских играх 1924 года в Париже (Франция) в третий раз за свою историю, и завоевала одну бронзовую медаль. Сборная страны состояла из 19 спортсменов (все — мужчины), которые приняли участие в соревнованиях по борьбе, теннису, плаванию и лёгкой атлетике.

## Медалисты
| Медаль | Спортсмен      | Вид спорта | Дисциплина                        |
| ------ | -------------- | ---------- | --------------------------------- |
| Бронза | Кацутоси Найто | Борьба     | Мужчины, вольная борьба, до 61 кг |